# Suad Joseph
Suad Joseph (em árabe: سعاد جوزيف; Líbano, 6 de setembro de 1943) recebeu seu doutorado em Antropologia da Universidade de Columbia em 1975. Joseph é uma professora universitária de antropologia e estudos de mulheres e gênero na Universidade da Califórnia, Davis e em 2009 foi Presidente da Associação de Estudos do Oriente Médio da América do Norte. Sua pesquisa aborda questões de gênero; famílias, crianças e jovens; sociologia da família; individualidade, cidadania e estado no Oriente Médio, com foco em seu Líbano natal. Seu trabalho anterior se concentrou na politização da religião no Líbano.
Joseph é a fundadora do Grupo de Pesquisa do Oriente Médico em Antropologia (agora Seção Oriente Média da Associação Americana de Antropologia), fundadora e coordenadora do Grupo de Trabalho das Famílias Árabes, fundadora da Associação de Estudos das Mulheres do Oriente Médio, editora geral da Enciclopédia de Mulheres e Culturas Islâmicas e diretora fundadora do Programa de Estudos do Oriente Médio/Sul da Ásia da Universidade da Califórnia em Davis. Ela também é fundadora e facilitadora de um consórcio de seis universidades da Universidade Americana de Beirute, Universidade Americana do Cairo, Universidade Americana Libanesa, Universidade da Califórnia em Davis e Birzeit University Consortium.

## Primeiros anos
Joseph nasceu no Líbano como a caçula de sete filhos. Joseph e seus quatro irmãos e duas irmãs foram ensinados a colocar a escolaridade em primeiro lugar por seus pais que eram trabalhadores não qualificados. Sua mãe, Rose Haddad Joseph, era analfabeta. Joseph cresceu em Cortland, Nova Iorque, e graças à Universidade Estadual local de Nova Iorque, Cortland, ela conseguiu uma graduação. Ela então completou a pós-graduação, estudando antropologia na Universidade de Pittsburgh e depois na Universidade de Columbia, onde obteve seu doutorado em antropologia. Ela e todos os seus seis irmãos passaram a alcançar graus avançados.

## Grupo de Trabalho das Famílias Árabes
Joseph fundou o Grupo de Trabalho das Famílias Árabes (em inglês: Arab Families Working Group) em 2001. A organização é um coletivo internacional de dezesseis acadêmicos cujo trabalho se concentra em famílias e jovens na Palestina, Líbano, Egito e suas diásporas. As iniciais do grupo AFWG, além de sua pesquisa, realiza capacitação para ajudar a preparar uma nova geração de acadêmicos na Palestina, Líbano e Egito; trabalha com ONGs e partes interessadas para trocar resultados de pesquisas, e transforma suas pesquisas em resumos de políticas e documentos para ONGs e formuladores de políticas que trabalham com famílias e jovens árabes. Eles também estão comprometidos em traduzir seus trabalhos relevantes para o árabe para tornar suas descobertas úteis ao público local.

## Enciclopédia de Mulheres e Culturas Islâmicas
Joseph fundou o projeto Enciclopédia de Mulheres e Culturas Islâmicas (em inglês: Encyclopedia of Women and Islamic Cultures), na qual é editora geral. Este projeto, conhecido pelas iniciais EWIC, é uma enciclopédia interdisciplinar e trans-histórica de seis volumes, publicada entre 2002 e 2007, que examina as experiências de mulheres muçulmanas globalmente, bem como mulheres não muçulmanas nas sociedades islâmicas.

## Associação Antropológica Americana, Seção Oriente Médio
Joseph é a fundadora do Grupo de Pesquisa do Oriente Médio em Antropologia (em inglês: Middle East Research Group in Anthropology), que mais tarde evoluiu para a Seção Oriente Médio (Middle East Section) da Associação Antropológica Americana. Conhecidap pelo acrônimodo inglês MES, a associação reúne antropólogos interessados nos povos, culturas e histórias do Oriente Médio. Sua associação é internacional, composta por antropólogos de diversas subdisciplinas, incluindo antropologia sociocultural, antropologia médica e arqueologia. Como tal, de acordo com o site, o MES está “singularmente preparado para contribuir para estabelecer e promover a compreensão pública e estruturas políticas que acomodem a experiência histórica e a diversidade sociocultural dos povos do Oriente Médio”. Os acadêmicos do MES se reúnem anualmente na conferência da Associação Americana de Antropologia.

## Associação de Estudos das Mulheres do Oriente Médio
Joseph é a fundadora da Associação de Estudos das Mulheres do Oriente Médio (em inglês: Association for Middle East Women's Studies – AMEWS) e co-fundadora da Journal of Middle East Women's Studies. A AMEWS é uma organização de acadêmicos e indivíduos com interesse em estudos sobre mulheres e gênero no contexto do Oriente Médio, Norte da África, incluindo suas comunidades diaspóricas. A AMEWS trabalha para organizar e patrocinar conferências, workshops e simpósios que incentivam a pesquisa e a colaboração nessas áreas. A AMEWS é afiliada à Associação de Estudos do Oriente Médio da América do Norte. Produz o Journal of Middle East Women's Studies (JMEWS), que é publicado trienalmente pela Indiana University Press. De acordo com seu site, o JMEWS é "um local para pesquisas específicas da região informadas por estudos transnacionais feministas, de gênero e sexualidade" e incentiva os editores a enviar trabalhos "que empregam análises e metodologias históricas, etnográficas, literárias, textuais e visuais."

## Programa de Estudos do Oriente Médio/Sul da Ásia, UC Davis
Joseph é a Diretora Fundadoa do Programa de Estudos do Oriente Médio/Sul da Ásia (ME/SA) da Universidade da Califórnia em Davis (2004–2009). O ME/SA atende à crescente demanda de alunos por cursos para desenvolver sua compreensão dessa região crítica. Originalmente lançado como um programa menor de graduação, o ME/SA ganhou um subsídio substancial do Departamento de Educação dos Estados Unidos em 2006, permitindo adicionar novos cursos, incluindo instrução em árabe e hindi/urdu, patrocinar conferências e palestras e lançar um treinamento de professores K-12 oficina. No outono de 2008, ME/SA lançou seu Major de graduação e, em 2010, tinha 30 membros do corpo docente afiliados, 20 membros do corpo docente e ofereceu mais de 80 cursos. Em 2011, ME/SA ganhou uma doação para um Professor Visitante da PARSA Community Foundation para lançar estudos iranianos. ME/SA ofereceu uma especialização em Estudos Iranianos até 2014. Em 2011, o ME/SA também ganhou uma doação para ajudar no desenvolvimento de um curso secundário de Estudos Árabes, que também planeja lançar até 2014. Joseph liderou esses dois esforços. De acordo com o site, “como o único campus da Universidade da Califórnia com especialização em Estudos do Oriente Médio/Sul da Ásia, a UC Davis é pioneira no estudo do Oriente Médio e do Sul da Ásia em relação um ao outro”.

## Facilitadora em consórcio de cinco universidades
Joseph é facilitadora da Universidade Americana de Beirute, Universidade Americana do Cairo, Universidade Libanesa Americana, Universidade da Califórnia, Davis e Birzeit University Consortium, que ela fundou em 2011. O consórcio de cinco universidades organiza pesquisas colaborativas entre os acadêmicos dessas universidades. As colaborações incluíram projetos sobre água, direito, gênero, genética, biotecnologia, meio ambiente, estudos do Oriente Médio e outras pesquisas interdisciplinares.

## Honrarias e prêmios
- 1976-78 – Presidente Fundadora, Grupo de Pesquisa do Oriente Médio em Antropologia
- 1985-87 – Presidente Fundadora, Associação de Estudos da Mulher do Oriente Médio[28]
- Prêmio Alumnus Distinguido 1994. Associação de ex-alunos do Cortland College. Universidade Estadual de Nova Iorque, Cortland[8]
- 1997 – Pro Femina Research Consortium, Outstanding Mentor Award
- 2003 – Lyceum Distinguished Scholar Award. Universidade Estadual de Wichita
- 2003 – Sabbagh Distinguished Lecturer. Universidade do Arizona
- 2004 – Distinguished Scholarly Public Service Award, University of California, Davis[29]
- 2004 – Diretora Fundadora, Programa de Estudos do Oriente Médio/Sul da Ásia[30]
- 2009–12: Série de Palestras Nomeadas: Suad Joseph Iranian Studies Lecture Series, Universidade da Califórnia, Davis
- 2010 – Journal of Middle East Women's Studies Distinguished Lecturer, UCLA[17]
- 2010–2011: Presidente, Associação de Estudos do Oriente Médio da América do Norte
- 2012 – Chancellor's Achievement Award for Diversity and Community, pela Universidade da Califórnia, Davis.[31]
- 2011–13: Presidente, Associação de Estudos Árabes Americanos
- Prêmio UC Davis 2014 (Prêmio de Excelência em Ensino)

## Obras publicadas

### Enciclopédia
- Joseph, Suad, General Ed. 2003-2007. Encyclopedia of Women and Islamic Cultures. 6 vol. Leiden: Brill.[32] (em inglês)
- −−−, General Ed. 2010. Encyclopedia of Women and Islamic Cultures EWIC Online. Suplemento I. Leiden: Brill. (em inglês)

### Livros publicados com coautoria
- Joseph, Suad e Barbara LK Pillsbury, eds. 1978. Muslim-Christian Conflicts: Economic, Political and Social Origins. Boulder, CO.: Westview Press. (em inglês)
- Moubarak, Walid, Antoine Messarra e Suad Joseph, eds. 1999. Building Citizenship in Lebanon.. Beirute: Libanese American University Press. (em árabe).
- Joseph, Suad, ed. 1999. Intimate Selving in Arab Families: Gender, Self and Identity. Siracusa: Syracuse University Press. (em inglês)
- Hamadeh, Najla, Jean Said Makdisi e Suad Joseph, eds. 1999. Gender and Citizenship in Lebanon. Beirute: Dar al Jadid Press. (em árabe).
- Joseph, Suad, ed. 2000. Gender and Citizenship in the Middle East. Siracusa: Syracuse University Press. (em inglês)
- Joseph, Suad e Susan Slyomovics. 2001. Women and Power in the Middle East. Filadélfia: University of Pennsylvania Press.[33] (em inglês)

### Livros publicados por capítulos
- Joseph, Suad (2005), «The kin contract and citizenship in the Middle East», in:  Friedman, Marilyn, Women and citizenship, ISBN 9780195175356, Studies in Feminist Philosophy (em inglês), Oxford New York: Oxford University Press, pp. 130–145.
- Cudd, Ann (5 de abril de 2006). «Women and Citizenship». Notre Dame Philosophical Reviews (em inglês). Consultado em 25 de abril de 2022
- Joseph, Suad; D’Harlingue, Benjamin; Wong, Ka Hin (2008), «Arab Americans and Muslim Americans in the New York Times, before and after 9/11», in:  Jamal, Naber, Race and Arab Americans before and after 9/11: from invisible citizens to visible subjects, ISBN 9780815631774 (em inglês), Syracuse, New York: Syracuse University Press, pp. 229–275.
- Joseph, Suad (2008), «Familism and critical Arab family studies», in:  Young, Rashad, Family in the Middle East: ideational change in Egypt, Iran, and Tunisia, ISBN 9780415774864 (em inglês), London New York: Routledge, pp. 25–39.

### Artigos em revista científica
- Joseph, Suad (2005). «Conceiving family relationships in post-war Lebanon». Journal of Comparative Family Studies (em inglês). 35 (2): 271–293. JSTOR 41603937. doi:10.3138/jcfs.35.2.271
- Joseph, Suad (2005). «Learning desire: relational pedagogies and the desiring female subject in Lebanon». Journal of Middle East Women's Studies (em inglês). 1 (1): 79–109. JSTOR 40326850. doi:10.1215/15525864-2005-1005
- Joseph, Suad (2009). «Geographies of Lebanese families: women as transnationals, men as nationals, and other problems with transnationalism». Journal of Middle East Women's Studies (em inglês). 5 (3): 120–144. JSTOR 10.2979/MEW.2009.5.3.120. doi:10.2979/mew.2009.5.3.120
- Joseph, Suad (julho de 2011). «Political familism in Lebanon». The Annals of the American Academy of Political and Social Science (em inglês). 636 (1): 150–163. doi:10.1177/0002716211398434